# Käthe-Kollwitz-Gymnasium (Neustadt an der Weinstraße)
Das Käthe-Kollwitz-Gymnasium (KKG) ist eine Regelschule in der kreisfreien pfälzischen Stadt Neustadt an der Weinstraße, die als Schulträgerin fungiert. Als Gymnasium in Rheinland-Pfalz führt es in neun Jahren (Klassen 5 bis 13) zum Abitur oder in sechs (5 bis 10) zur mittleren Reife.

## Geographische Lage

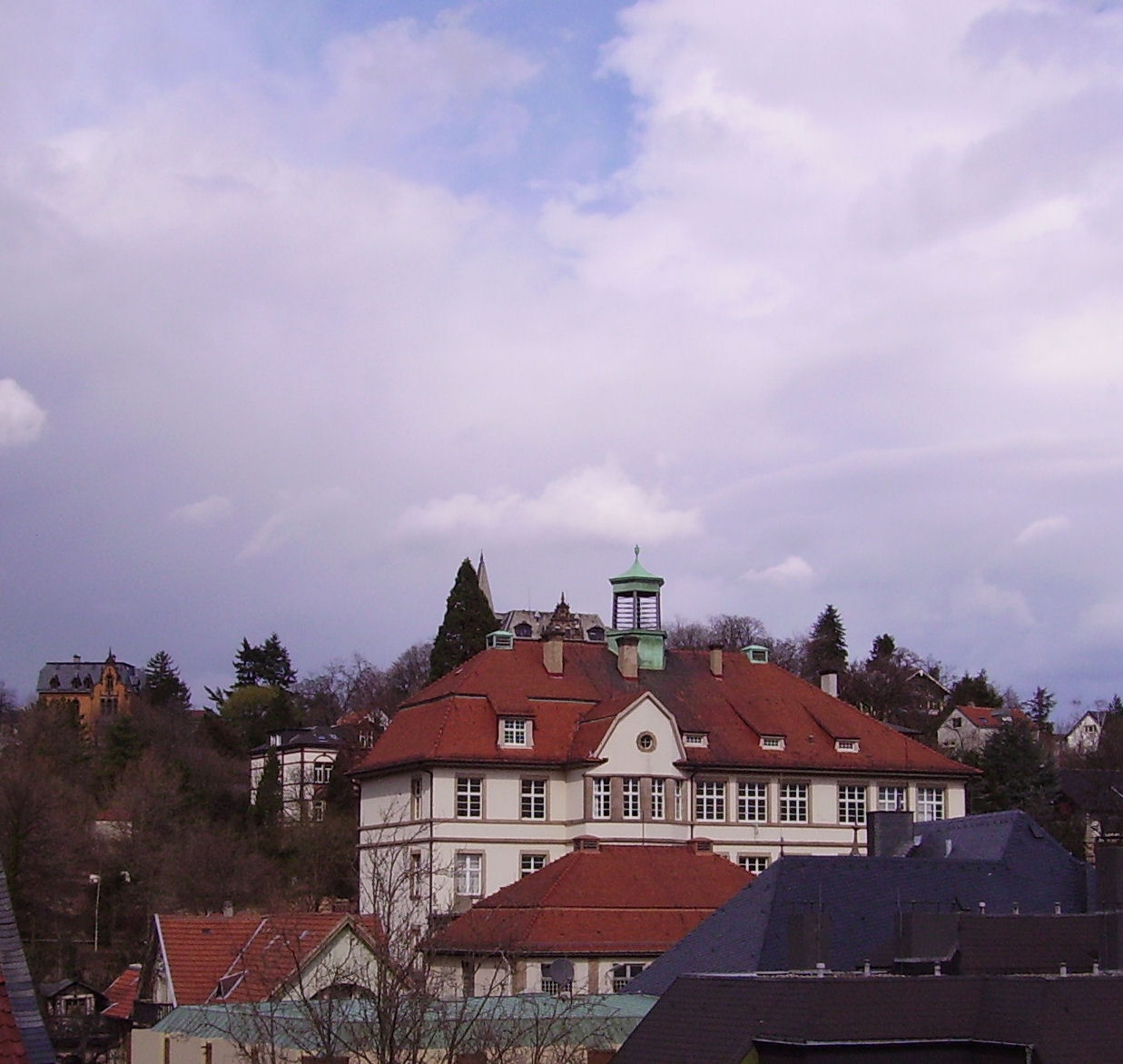
Stadtbildprägende Lage am Hang

Das KKG, eines von vier Neustadter Gymnasien, steht in der Villenstr. 1 auf einer Höhe von 145 m ü. NHN am Hang der Haardt. Die Lage neben dem Haardter Treppenweg und oberhalb des Strohmarktes ist etwas außerhalb des unmittelbaren Stadtkerns.
Das Gebäude ist als Kulturdenkmal eingestuft und wird durch die Generaldirektion Kulturelles Erbe Rheinland-Pfalz im Denkmalverzeichnis der Stadt Neustadt an der Weinstraße „stadtbildprägend“ genannt.

## Geschichte

### 19. Jahrhundert
Das KKG wurde am 7. November 1836, als die Pfalz zum Königreich Bayern gehörte, als städtische Höhere Töchterschule in der Kellereistr. 1 eröffnet und lag damals inmitten der Altstadt.

### 20. Jahrhundert
Das heutige Gebäude außerhalb des Stadtkerns wurde kurz vor dem Ersten Weltkrieg errichtet und 1912 bezogen. Ein erster Erweiterungsbau wurde 1965 eingeweiht, ein weiterer Anbau, der sog. „Neubau“, samt Sprachlabor wurde 1979 eröffnet.
1950 wurde die Schule in ein „Neusprachliches Gymnasium für Mädchen mit Lyzeum“ umgewandelt; neben einem neunklassigen Gymnasium mit Reifeprüfung gab es ein sechsklassiges Lyzeum mit einem Realschulabschluss. Die Umbenennung in „Staatliches Käthe-Kollwitz-Gymnasium“ – nach der Künstlerin Käthe Kollwitz – erfolgte am 6. Juli 1968.
Traditionell stand das KKG bis zum Beginn des Schuljahres 1976/77 nur Mädchen offen, dann wurden erstmals auch Jungen aufgenommen.
Das KKG war eine von sieben Schulen in Rheinland-Pfalz, die ab 1969 an der Erprobung der Mainzer Studienstufe (MSS) beteiligt waren. Die MSS wurde 1975 landesweit eingeführt und gilt in modifizierter Form auch heute noch. Dabei handelt es sich um eine reformierte Oberstufe, in der die Schüler ihre Fächer in einem weiten Rahmen nach Grund- und Leistungskursen festlegen können. Ein Kurssystem weitet den Unterricht auch auf die Nachmittage aus, der Samstag ist als Unterrichtstag in den 1990er Jahren weggefallen.

### 21. Jahrhundert
An insgesamt 20 Gymnasien in Rheinland-Pfalz haben Schüler die Möglichkeit, einen so genannten deutsch-englischen bilingualen Zweig zu besuchen. Seit dem Schuljahr 2008/2009 zählt auch das KKG zu diesem Kreis. In der Orientierungsstufe, also den Klassen 5 und 6, wird der reguläre Englischunterricht durch weitere Stunden im Vergleich zur regulären Stundentafel ergänzt. Diese Förderung dient auch der Vorbereitung auf den bilingualen Sachfachunterricht, der ab Klasse 7 einsetzt. Der erweiterte Englischunterricht am KKG beschreitet den Weg des kreativen und spielerischen Lernens, um die Schüler handlungsorientiert und projektorientiert mit der Sprache vertraut zu machen. Sie erhalten einen intensiveren Zugang sowohl zur Fremdsprache als auch zu dem Kulturkreis englischsprachiger Länder. Ab Klassenstufe 7 wird in einem Sachfach der Unterricht in englischer Sprache erteilt; konkret: Erdkunde in den Jahrgangsstufen 7 und 8, Geschichte in der Jahrgangsstufe 9 und Sozialkunde in der Jahrgangsstufe 10. Im bilingualen Sachfachunterricht wird das Lernen der Fremdsprache folglich zum Lernen in der Fremdsprache. Die eindeutige Zielsetzung liegt hierbei zum einen in der Förderung fremdsprachlicher Kompetenz, zum anderen in der Erweiterung interkultureller Kommunikationsfähigkeit. Ergänzend hierzu wird zur Sicherung der fachlichen Kompetenz eine Stunde in deutscher Sprache erteilt.
Das KKG bietet das Konzept der Bläserklasse an und wurde 2019 durch Bildungsministerin Stefanie Hubig zur Informatik-Profil-Schule ernannt.

## Schülerzeitung
Die Schülerzeitung „Klartext Online“ hat eine weitreichende Geschichte am KKG. Ihren Ursprung fand sie am 12. Dezember 1967 unter dem Namen „Die Distel“. Nach mehreren Neuauflagen, unter anderem 1979 unter der Leitung der ehemaligen rheinland-pfälzischen Ministerpräsidentin Malu Dreyer als „Initiative“, etablierte sich die Zeitung schließlich 1992 unter dem heutigen Namen „Klartext“. Seit dem 23. November 2009 ist die Zeitung ausschließlich online verfügbar, um eine schnellere Reaktion auf aktuelle Ereignisse aber auch um eine kontinuierliche Veröffentlichung zu ermöglichen.
Klartext Online versteht sich als kritisches Meinungsorgan der Schulgemeinschaft und bietet den Schülern die Möglichkeit, sich über aktuelle Themen auszutauschen. Die Redaktion setzt sich aus einer Gruppe von Schülern zusammen, die durch die Chefredaktion geleitet wird, und durch die betreuende Lehrkraft unterstützt wird.
Seit der Neugründung 2009 konnte Klartext Online eine Anzahl von Erfolgen durch Preise und Auszeichnungen erzielen, darunter mehrere Male den ersten Platz in der Kategorie „Online-Schülerzeitung“ des Schülerzeitungswettbewerb des Landes Rheinland-Pfalz und den Sonderpreis der Werner-Bonhoff-Stiftung beim Schülerzeitungswettbewerb der Länder 2021. Die Auszeichnung als „beste Online-Schülerzeitung Deutschlands“ hatte die Redaktion im Februar 2024 beim Schülerzeitungswettbewerb der Länder 2024 erhalten.

## Ehemalige Schüler
- Malu Dreyer, ehemalige rheinland-pfälzische Ministerpräsidentin
- Ursula Kissel, Autorin
- Ruth Ratter, ehemalige Landtagsabgeordnete (Bündnis 90/Die Grünen)
- Dominik Schmitt, Künstler
- Hildrun Siegrist, ehemalige Landtagsabgeordnete (SPD)
- Kilian Singer, Professor für Experimentalphysik[9]
- Gabriele Weingartner, Schriftstellerin

## Schulleiter
- Friedrich Seel[10]
- Artur Sauer, 1971–1991
- Walter Lichti, 1991–1997
- Peter Jacqué, 1997–2006
- Joachim Vögeding,[11] 2006–2010
- Ingeborg Nickol (kommissarisch), 2010/11
- Mervyn Whittaker, 2011–2020
- Stefan Vogt,[12] 2020–0000